# Saartje Tadema
Saartje Tadema is een jeugdboek van schrijfster Thea Beckman uit 1996.

## Samenvatting
Saartje Tadema is zeven wanneer ze wees wordt en in het Amsterdamse Burgerweeshuis terechtkomt, samen met haar broer. Ze heeft ook nog een kleiner broertje van drie, maar die zit eerst bij de minnemoer tot hij oud genoeg is voor het weeshuis. Tot haar grote vreugde mag ze daar ook naar school. Ze kan al lezen en schrijven, want dat heeft ze zichzelf aangeleerd uit de boeken van haar grotere broer. De meester bij wie ze terechtkomt heet Jansen en ze kan niet goed met hem opschieten. Hij vindt namelijk dat leren niets voor meisjes is. Ze ontmoet een jongen met wie ze goed kan opschieten: Pieter. Het enige uitje in de week is op zondag naar de kerk, waar ze in de verte haar broer Dirk kan zien.
Saartje heeft weinig vriendinnen, doordat iedereen haar maar een vervelend kind vindt. Ze stelt altijd moeilijke vragen en weet alles altijd beter. Het enige meisje met wie ze een beetje mee kan opschieten is Geesje, een meisje uit het meisjeshuis dat af en toe komt oppassen wanneer de kinderen van het kinderhuis buiten spelen. Zij vindt Saartje wel een grappig kind.
Saartje is een heel leergraag kind en op een gegeven moment heeft ze alles al meer dan tien keer gelezen. Maar ze wil meer. Dan komt Kobbetje, haar kleine broertje, in het weeshuis. Saartje is dolgelukkig, maar haar broertje wil niets van haar weten. Hij kent haar niet meer.
Saartje is erachter gekomen dat meester Jansen het geld voor nieuwe boekjes en andere schoolspullen in zijn eigen zak stopt. Regelmatig komen er regentessen op bezoek in de school en dan moet Saartje altijd voor de klas komen om te laten zien wat ze kan. Zo die keer dus ook. Door het slim te spelen wordt er een grondig onderzoek ingesteld naar meester Jansen, waarin dat van dat geld ook naar boven komt. Jansen wordt ontslagen.
Op haar tiende jaar wordt Saartje vervroegd overgeplaatst naar het meisjeshuis. Daar leert ze alleen naaien en borduren. Ze vindt het verschrikkelijk. Op een dag komt haar oude buurvrouw op bezoek en neemt een boekje voor haar mee. Ze is door het dolle heen. Totdat de binnenmoeder (de bestuurster van het meisjeshuis) het ontdekt en afpakt. Dan is Saartje pas echt kwaad en schopt ze flink stennis. Steeds meer mag Saartje met Geesje mee naar buiten om een boodschap te doen. Dat vindt ze prachtig en ze duikt als ze de kans krijgt een boekenwinkel in. Ze is het weeshuis echt zat; ze wil naar buiten de wijde wereld in. Daarom besluit ze als ze weer eens buiten het weeshuis is om werk te gaan zoeken. Ze houdt heel veel van de haven en besluit Herberg-Op-Het-IJ binnen te lopen en het gewoon te vragen. Ze wordt aangenomen. De week erop kan ze aan de slag. Het is hard werken, maar ze vindt het wel heel leuk. Ze ontmoet Auke de Fries, een schipper. Ze vindt het een heel leuke man, maar hij is alweer snel vertrokken. Een jaar later komt hij terug. Hij verkondigt dat hij gaat trouwen. Saartje is teleurgesteld. Niet veel later vraagt hij haar ten huwelijk. Ze zegt ja, en hiermee is een einde gekomen aan haar jarenlange eenzaamheid.

## Bekroningen
- 1997 - tip van de kinderjury
- 1998 - tip van de jonge jury